# Manso, prefect de Amalfi
Manso a fost prefect de Amalfi de la 898 la 914. 
El a succedat prefectului Ștefan, rudă cu prima familie aflată la guvernare, cu care Manso nu avea legături de sânge. În anul 900, Manso l-a asociat la conducere pe fiul său, Mastalus I de Amalfi, urmând o practică ce va deveni larg răspândită în sudul Italiei. În cele din urmă, Manso s-a retras la mănăstirea Sfântului Benedict de Nursia din Scala, în Campania, lăsând Amalfi sub conducerea fiului său.